# Les Bizarroïdes
Les Bizarroïdes est un groupe d'humour québécois, actif entre 1991 et 1994. Très populaire dans les années 1990, il se caractérise par son humour visuel, et se compose de Martin Petit, Ken Scott, Guy Lévesque et Stéphane E. Roy.

## Histoire
Ils sont nommés « révélation de l'année » au festival Juste pour rire en 1994, et sont en nomination au gala de l'ADISQ pour le spectacle d'humour de l'année en 1995. La qualité de leur prestation est en outre reconnue hors du Québec par le United Slapstick Award à l'European Comedy Festival de Francfort, en Allemagne, en 1996.
Après leur séparation, les membres des Bizarroïdes ont du succès lors de leurs carrières solo : Ken Scott, scénariste et réalisateur, Stéphane E. Roy, comédien, réalisateur et auteur de théâtre, Martin Petit, humoriste, et Guy Lévesque, gérant d'artistes. Martin Petit avouera dans une entrevue que l'arrêt de ce groupe est la meilleure décision artistique pour les membres. Le groupe ne fait plus d'apparition depuis 2000.